# Valkeajärvi (Pajala socken, Norrbotten, 754515-181003)
Valkeajärvi är en sjö i Pajala kommun i Norrbotten och ingår i Torneälvens huvudavrinningsområde. Sjön har en area på 0,298 kvadratkilometer och ligger 260,3 meter över havet.

## Delavrinningsområde
Valkeajärvi ingår i det delavrinningsområde (754572-180899) som SMHI kallar för Inloppet i Kitkiöjärvi. Medelhöjden är 317 meter över havet och ytan är 40,58 kvadratkilometer. Det finns inga avrinningsområden uppströms utan avrinningsområdet är högsta punkten. Kitkiöjoki som avvattnar avrinningsområdet har biflödesordning 4, vilket innebär att vattnet flödar genom totalt 4 vattendrag innan det når havet efter 312 kilometer. Avrinningsområdet består mestadels av skog (81 procent) och sankmarker (16 procent). Avrinningsområdet har 0,45 kvadratkilometer vattenytor vilket ger det en sjöprocent på 1,1 procent.